# Fusong
Fusong (chiń. 抚松县, pinyin: Fǔsōng Xiàn) – powiat w północno-wschodnich Chinach, w prowincji Jilin, w prefekturze miejskiej Baishan. W 1999 roku liczył 309 286 mieszkańców.